# 加貝爾斯貝格速記法
加貝爾斯貝格速記法（德語：Gabelsberger-Kurzschrift，又譯加比斯伯格速记法）是由F·X·加贝尔斯贝格（1789年-1849年）為日耳曼語所創的速記法。它的子音符號以簡化拉丁字母的特點為主。
使用這種速記法的名人有：
- 胡塞爾
- 薛定諤
- 策梅洛
- 哥德爾
- 弗朗茲